# Pachycalamus brevis
Pachycalamus brevis es una especie de anfisbenios que pertenece a la familia Trogonophidae y al género monotípico Pachycalamus.

## Distribución geográfica yhábitat
Es endémica de Socotra (Yemen). Su rango altitudinal oscila entre 20 y 700 m s. n. m..